# Sovicille
Sovicille – miejscowość i gmina we Włoszech, w regionie Toskania, w prowincji Siena.
Według danych na rok 2004 gminę zamieszkiwało 8346 osób, 58,4 os./km².